# NGC 7244
NGC 7244 ist eine Spiralgalaxie vom Hubble-Typ Sc im Sternbild Pegasus. Sie ist schätzungsweise 346 Millionen Lichtjahre von der Milchstraße entfernt.
Das Objekt wurde am 6. September 1872 von Edouard Stephan entdeckt.